# Necrose das papilas renais
A necrose das papilas renais é uma forma de nefropatia envolvendo a necrose das papilas renais.

## Causas
Nefropatia analgésica é uma causa da necrose papilar renal. O dano é cumulativo e a maioria dos pacientes de necrose das papilas renais ingeriram, no mínimo, 20 kg de analgésico no passado. O risco é ainda maior para a fenacetina e o paracetamol, se comparado com a aspirina e outros AINEs. A combinação de medicamentos analgésicos também envolvem um alto risco de desenvolver a necrose.
Também pode ser causada pela diabetes mellitus e pela crise falciforme, que está relacionada a infecções renais ou doenças vasculares.
Pode, também, ocorrer como resultado de pielonefrite aguda ou anemia falciforme.